# Schamserberg

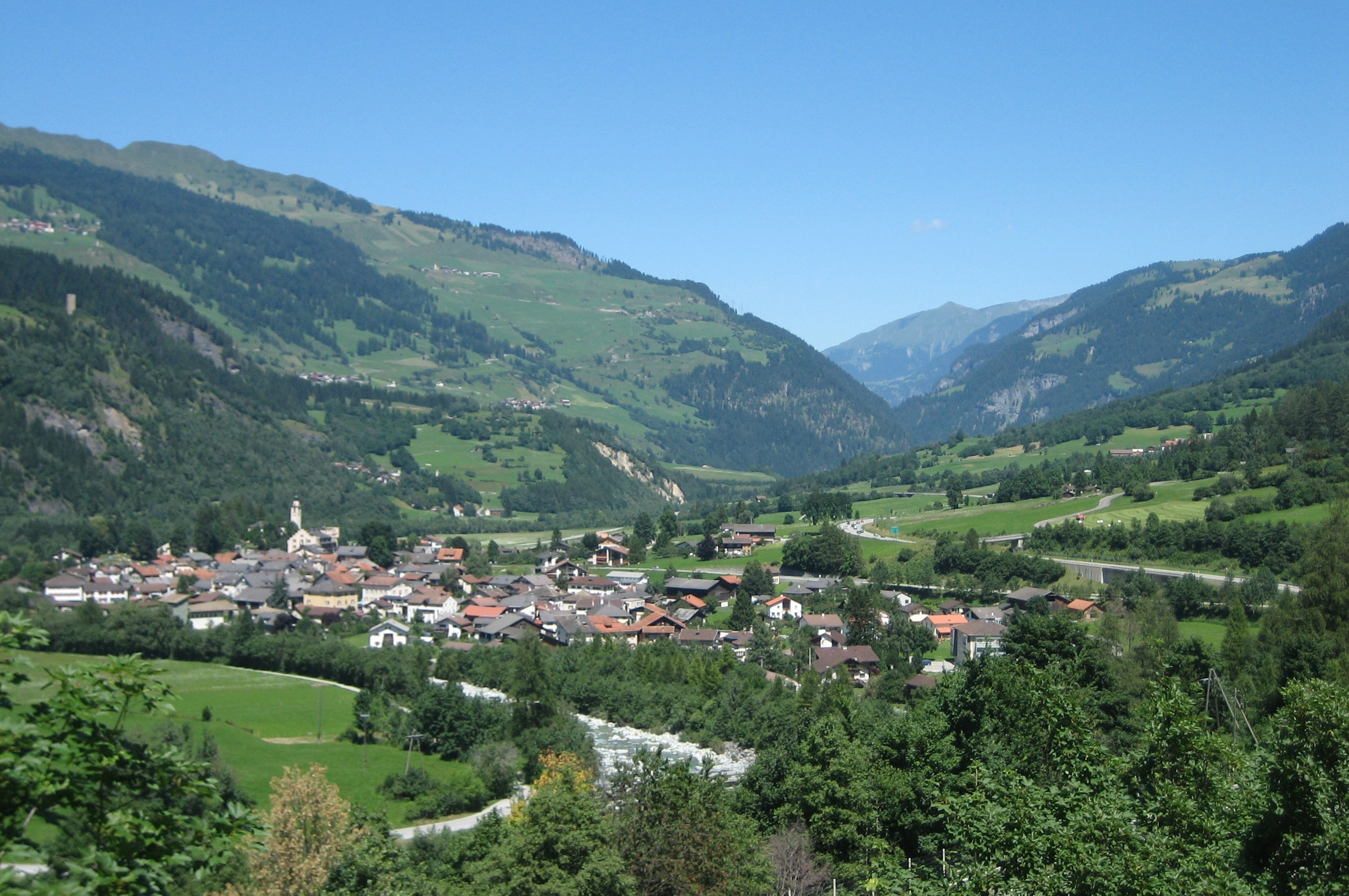
Andeer im Schams, dahinter der Schamserberg

Der Schamserberg (rätorom. Muntogna da Schons) liegt an der südöstlichen Flanke des Piz Beverin am westlichen Talhang des Schams im schweizerischen Kanton Graubünden.
Am Schamserberg liegen auf einer Höhe von 1100 bis 1200 m die Dörfer Casti, Pazen und Farden, am oberen Schamserberg liegen auf rund 1500 m Höhe die Dörfer Lohn, Mathon und Wergenstein. Alle Dörfer gehören zusammen mit Donat zur Gemeinde Muntogna da Schons.
Ursprüngliche Sprache der Einwohner ist Sutselvisch, eine bündnerromanische Mundart. Heute ist auch die deutsche Sprache Behördensprache.

## Geschichte

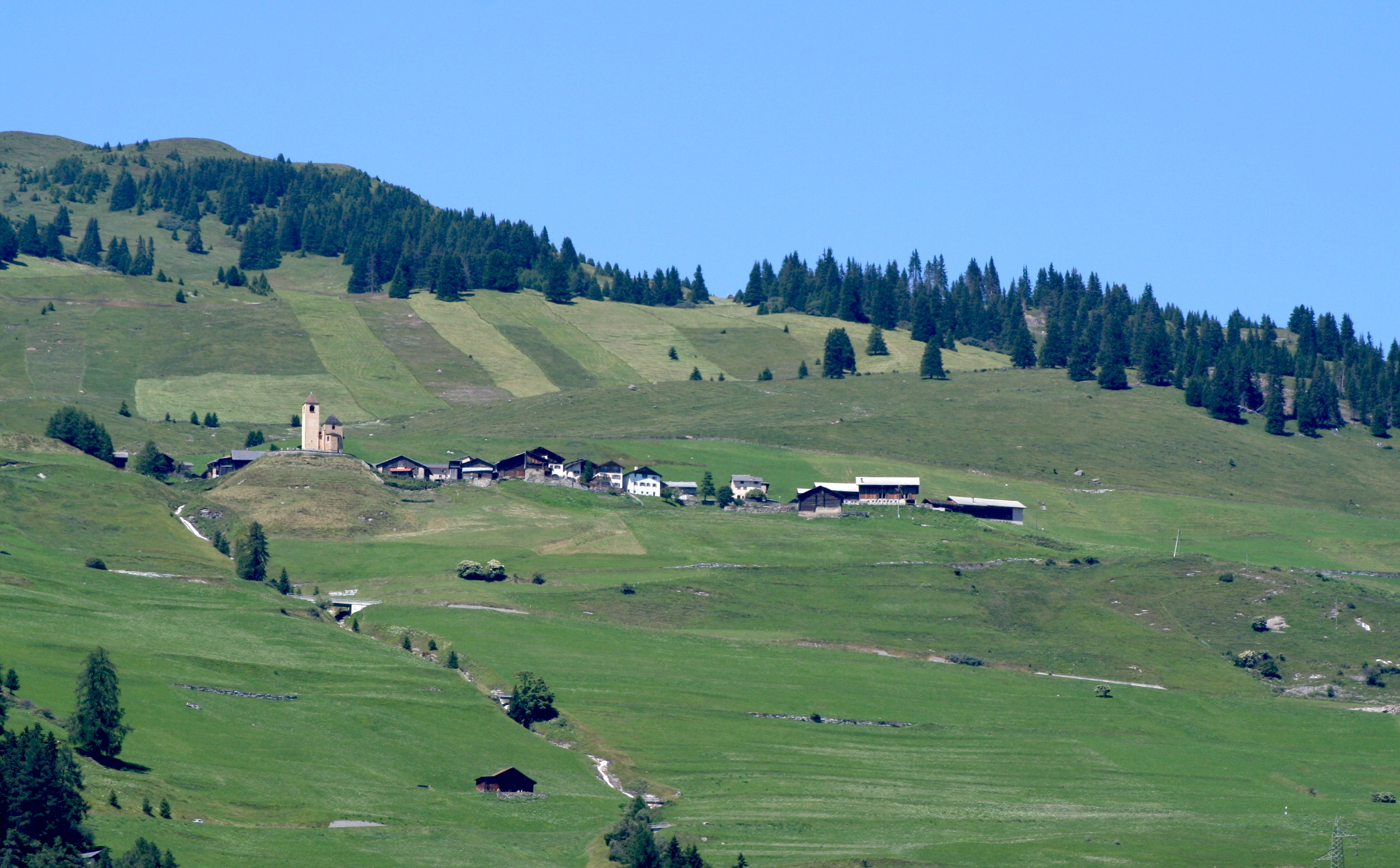
Lohn

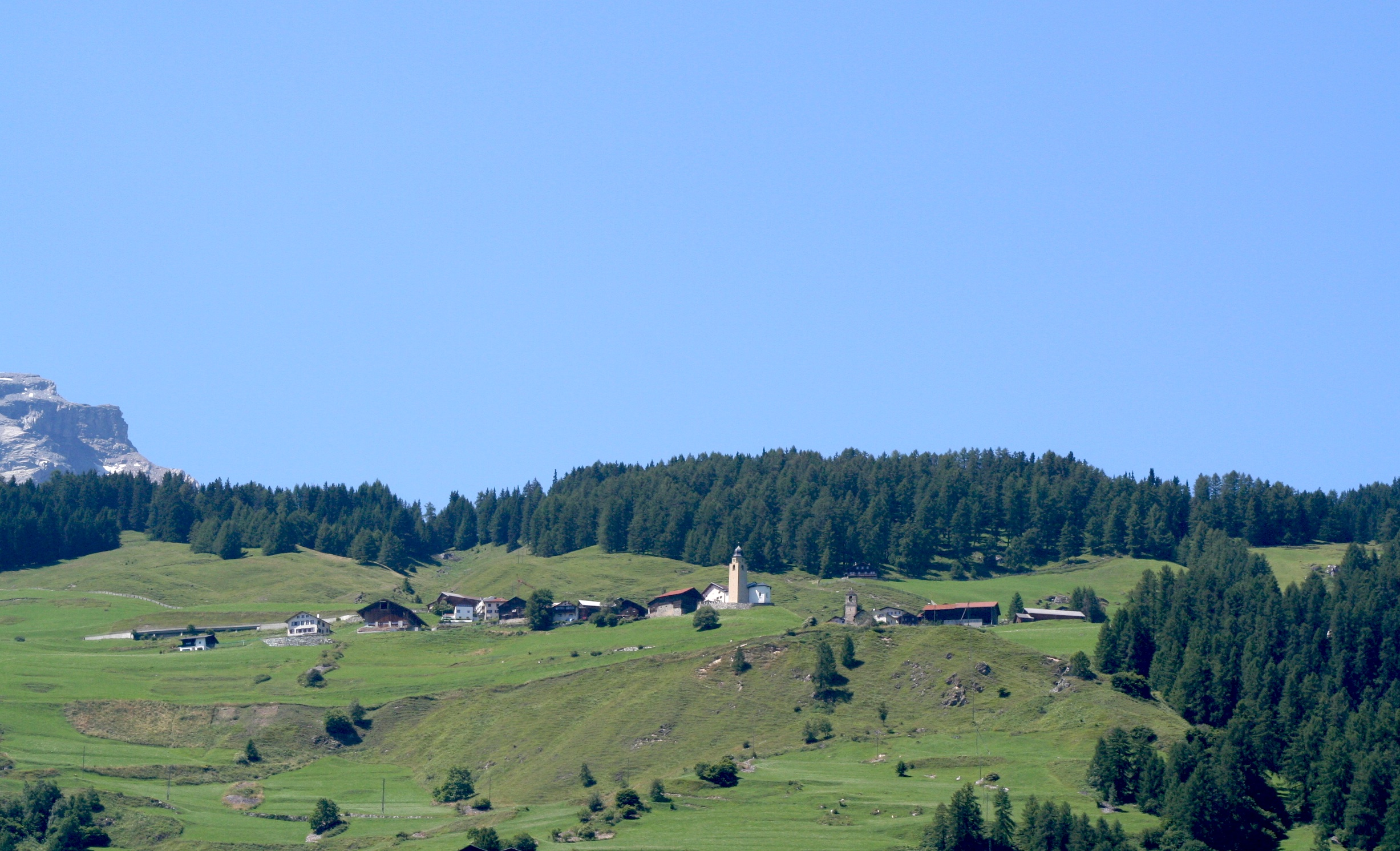
Mathon

Bis ins Spätmittelalter lebte im Schamserberg eine Gemeinde aus freien Bauern, den sogenannten «Freien am Schamserberg»; einige Privilegierte wohnten im Talboden. Kirchen in Mathon und Lohn werden 831 erstmals beschrieben, 1204 werden die homines liberos de Saxammo erwähnt. Im Friedensvertrag von 1428 zwischen Chiavenna und der Talschaftsgemeinschaft Schams erscheint der Ammann der Gemeinde am Schamserberg mit eigenem Siegel. 
Durch die niedere Gerichtsbarkeit konnten die «Freien am Schamserberg» über die Nutzung von Wald, Weide und Alpen selbst bestimmen; Versammlungsort war Mathon. Die hohe Gerichtsbarkeit lag bei den Inhabern der gräflichen Gewalt im Schams. 
Nach der Schamserfehde 1451/1452 und dem Loskauf des Tales vom Landesherrn 1458 gingen die «Freien am Schamserberg» in der Gerichtsgemeinde Schams auf.

## Tourismus
Sehenswert sind die kleinen Kirchen an den Hängen der Schamserberges. In den Kirchen von Casti und Clugin finden sich Bilder des Waltensburger Meisters.
Im Sommer bietet sich der Schamserberg als Wandergebiet an, im Winter gibt es eine Vielzahl an Schlittelwegen mit rund 12 Kilometern präparierten Wegen.